# 北村美術館
北村美術館（きたむらびじゅつかん）は、京都市上京区にある古美術・茶道具を中心とした京都府の登録博物館。北村謹次郎の収集品を収蔵展示、運営は公益財団法人北村文華財団。

## 概要
実業家で茶人でもあった北村謹次郎（1904－1991）の収集品を保存するために1975年（昭和50年）に財団法人北村文華財団が設立され、美術館は1977年（昭和52年）開館した。設計は建築家・富家宏泰による。所蔵品には国の重要文化財33件を含む。
北村家は、奈良県吉野地方で代々林業を営む旧家である。北村は、家業の林業を営むかたわら、夫婦で茶道と美術品収集に励んだ。茶人のコレクションという性格から、茶碗をはじめとする茶器の名品が多い。また、傑出した茶人であった北村の眼で選ばれた絵画、古筆などにも名品が揃っている。これら掛軸類も茶席の床（とこ）に掛けることを意識して選ばれた、広い意味の「茶道具」の範疇に入るものであろう。
隣接する「四君子苑」と呼ばれる茶苑・茶室（北村旧邸）は東山の緑を借景にした昭和数寄屋の傑作で、春と秋の一定期間に一般公開される。庭内には国の重要文化財指定の石灯籠2点、石塔（宝篋印塔）1点がある。

## 主な収蔵品

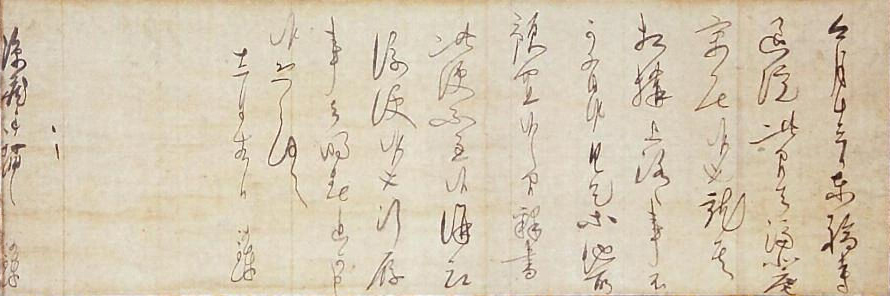
虎関師錬消息

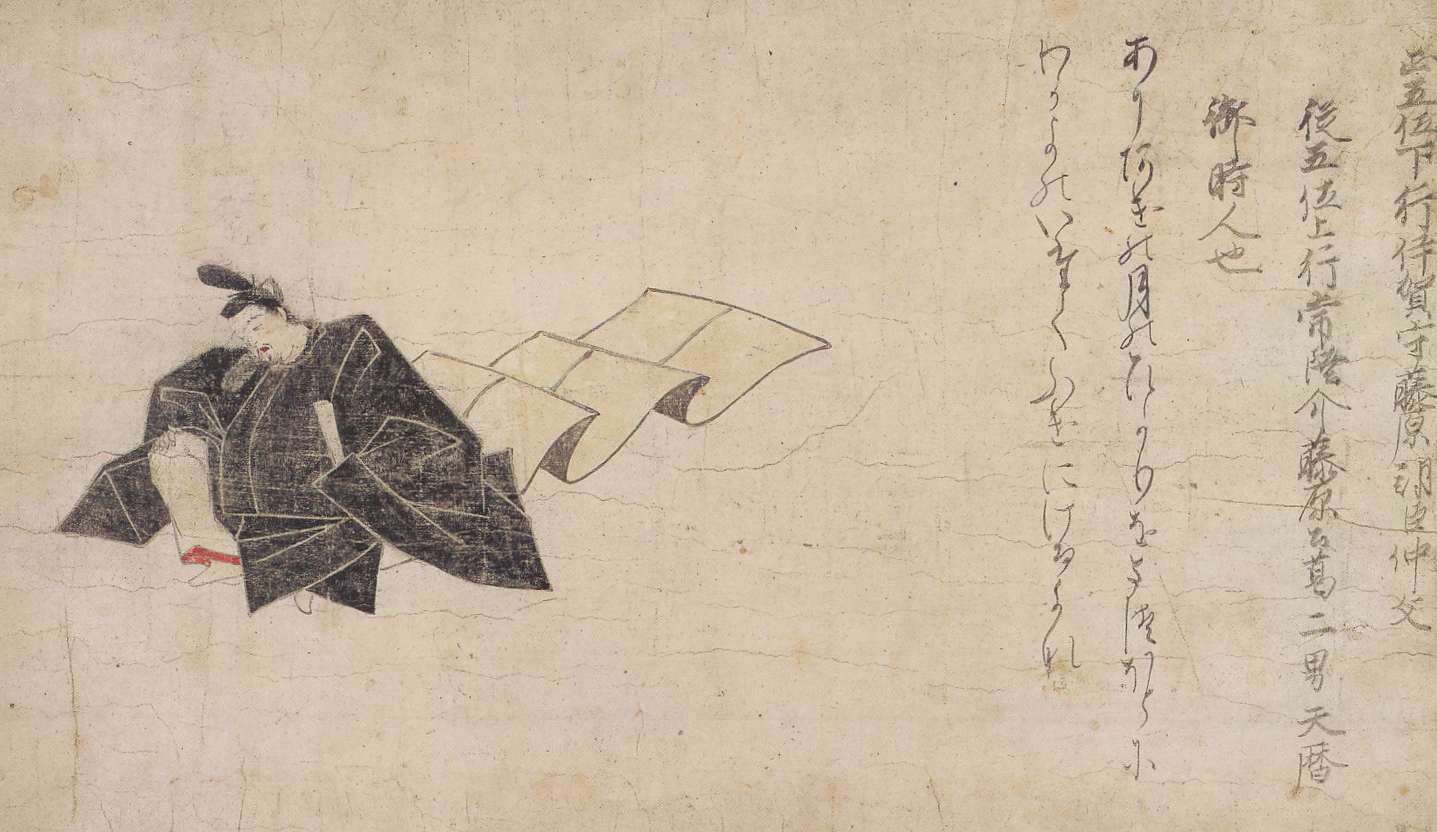
藤原仲文像（佐竹本三十六歌仙絵巻断簡）

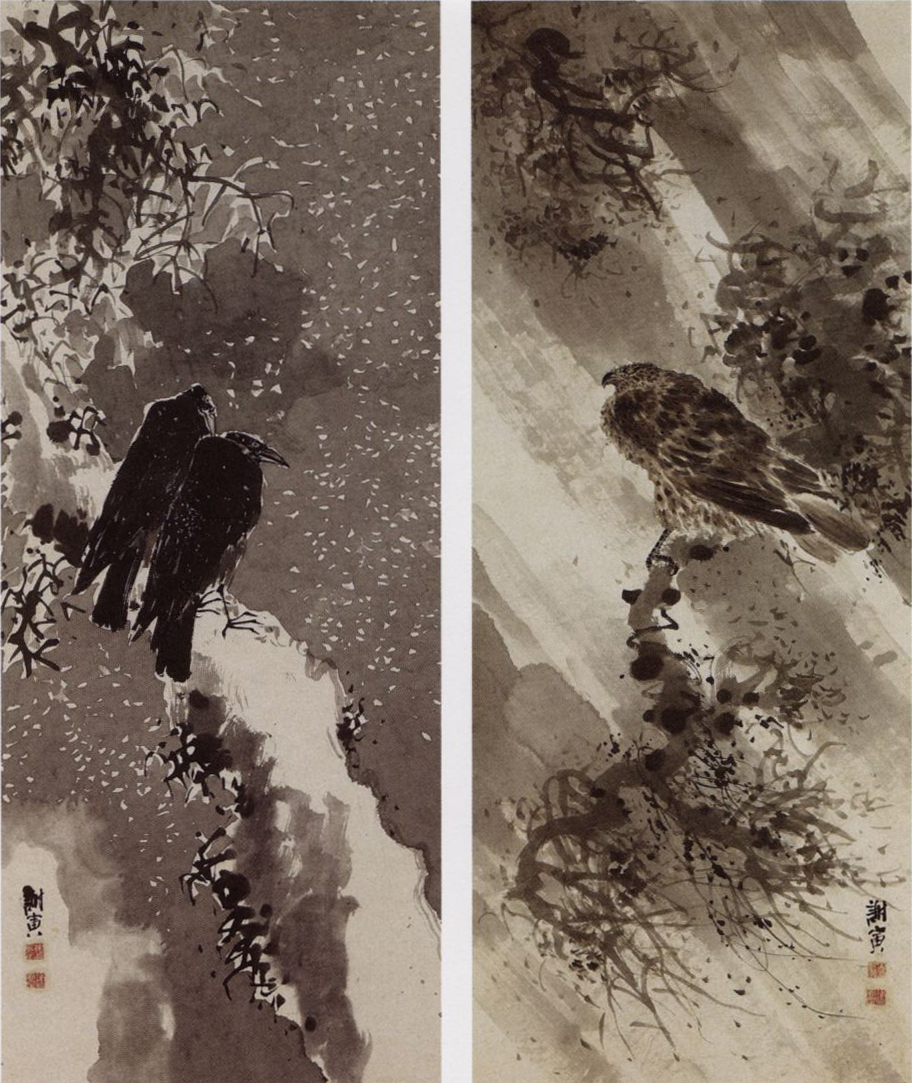
鳶鴉図 与謝蕪村筆

### 重要文化財
- 紙本著色藤原仲文像（佐竹本三十六歌仙）
- 紙本墨画淡彩鳶鴉図（とびからすず）2幅 与謝蕪村筆[2]
- 夕顔蒔絵硯箱
- 牡丹唐草文螺鈿経箱 - 高麗時代
- 金銅金錍（こんどうこんぺい） - 金錍は仏具の一種
- 織部松皮菱形手鉢 - 益田孝（鈍翁）旧蔵
- 色絵鱗波文茶碗 仁清
- 古染付高砂花生（明時代）[3]
- 藤原範宗筆懐紙
- 後深草天皇宸翰消息（十月五日）
- 丹波国牒（承平二年九月廿二日）
- 和漢朗詠集　巻上断簡（鹿）（大字朗詠）
- 華聚陀羅尼経「元興寺印」の朱印あり
- 大智度経論 巻第五十
- 大毘婆娑論 巻第三「東大寺印」ならびに「松宮内印」の朱印あり
- 大毘盧遮那成仏経 巻第七
- 大方等大集経 巻第九「東大寺印」の朱印あり
- 天王太子辟羅経
- 入阿毘達磨論 巻下 「中臣之寺」の朱印あり
- 法花玄論 巻第一「元興寺印」の朱印あり
- 荘厳菩提心経（天平十二年五月一日光明皇后願経）
- 蘭渓道隆墨蹟（再留前堂首座上堂語）附:古田織部消息
- 兀庵普寧墨蹟（与東巌慧安語）
- 蝋牋墨書無学祖元墨蹟（弘安九年七月廿五日）
- 雲峰妙高墨蹟（大慧墨蹟跋 甲申（至元二十一年）四月朔）
- 石渓心月墨蹟（法語 乙卯孟冬）
- 石室祖瑛墨蹟 附:大統義心墨蹟
- 寂室元光筆大慧禅師法語
- 虎関師錬消息（十二月十九日）
- 明月記（自筆本 嘉禄三年春）
- 長元十年観世音寺修理所注進状

（以下3件の重要文化財は庭園内に所在）
- 石燈籠 旧所在:報恩寺（京都市上京区小川通寺ノ内下ル射場町）
- 石燈籠 嘉禎三年（1237年）銘
- 宝篋印塔（鶴の塔） 旧所在:妙真寺（京都市伏見区久我東町）

典拠：2000年までの指定物件については『国宝・重要文化財大全 別巻』（所有者別総合目録・名称総索引・統計資料）（毎日新聞社、2000）による。ただし、個人所有から北村文華財団へ移管された物件については「京都府文化財台帳」（参照：京都府サイト）による。

### 登録有形文化財
- 四君子苑玄関・寄付（よりつき）
- 四君子苑渡廊下・外腰掛
- 四君子苑表門
- 四君子苑離れ茶席
- 四君子苑主屋[4]

## 所在地
- 〒602-0841京都市上京区河原町今出川下ル一筋目東入梶井町448

## 交通アクセス
- 京阪電鉄 出町柳駅 徒歩10分
- 京都市営地下鉄烏丸線 今出川駅 徒歩20分